# Attatha regalis
Attatha regalis är en fjärilsart som beskrevs av Moore 1872. Attatha regalis ingår i släktet Attatha och familjen nattflyn. Inga underarter finns listade i Catalogue of Life.